# Verstanklahorn
Il Verstanklahorn (3.297 m s.l.m.) è una montagna del Gruppo del Silvretta nelle Alpi Retiche occidentali.

## Descrizione
Si trova in Svizzera (Canton Grigioni) sullo spartiacque tra il bacino dell'Inn (a sud) ed il bacino del Reno (a nord). Il versante nord del monte è ricoperto dal Ghiacciaio del Verstankla.